# Tetragonochora metzii
Tetragonochora metzii är en stekelart som beskrevs av Joseph Kriechbaumer 1898. Tetragonochora metzii ingår i släktet Tetragonochora och familjen brokparasitsteklar. Inga underarter finns listade i Catalogue of Life.